# ドラマ8
ドラマ8（ドラマエイト）は、 2008年4月3日から2010年2月11日まで、毎週木曜20時〜20時45分にNHK総合テレビで放送されていたテレビドラマ枠である。ハイビジョン制作。

## 概要
- NHK総合テレビでは2007年度までこの枠は、娯楽性の強い『木曜時代劇』[注釈 1]を放送してきたが、視聴率の全体的な低迷などから、これを2008年度から土曜日19時半から20時の30分枠に移動させて『土曜時代劇』[注釈 1]として放送することになり、空いた同枠に45分のシリーズドラマ（作品により半～1クール=6～10回程度）を送ることになった。主として10代の若者を主な視聴対象とした「青春エンターテインメントドラマ」として、特に同年代に親しまれる作品にスポットを当てた作品を放送する（同様企画としてNHKは2000年3月〜2002年3月の2年間にわたり『ドラマDモード』を放映していた実績がある）。

- 第1作はあさのあつこの児童文学小説の「バッテリー」であった。これ以降、筒井康隆の小説作品のほか、コミックを原作とする作品が多い。また若手育成枠としての位置づけもあるため、メインキャストには10代・20代前半の若手俳優が多数起用され、さらに大半の作品（「バッテリー」「七瀬ふたたび」「ゴーストフレンズ」「ふたつのスピカ」など）は、主演俳優にとっての（地上波）連続ドラマ初主演作品でもある。

- 視聴率は「バッテリー」から一桁続きで6～8%台で苦戦し、2008年10月に『チャンピオンズ〜達人のワザが世界を救う〜』（テレビ東京系）がスタートし5%台に低下、2009年4月以降に3~4%台と更に低下、時代劇であったときに比べると大きく下げている。しかし、ターゲットとしている若年層は取り込んでいるなど一定の成果は出ているとのことである（『日経エンタテインメント』2008年8月号）。視聴率向上との関係もあってか、放映期間中にそれまでの回の再放送が集中的に行われることもある。

- なお、連続テレビ小説や大河ドラマではNHK各放送局による自主制作がほとんどであるのに対し、当ドラマ枠では全作品とも、NHK関連法人のNHKエンタープライズや、外部の番組制作会社との共同制作をとる作品（俗にいう「外注」）であり、地方局を含め、NHK自社が完全製作した作品は一本もなかった。詳細は作品一覧を参照。また、2009年夏にはイギリスで制作された「プライミーバル」の第2章を放送している。

- 2010年3月をもって同枠は終了。金曜ドラマと枠を統合し、「ドラマ10」と改題したうえで火曜22時に移設されることになった。後番組には『新感覚ゲーム クエスタ』が新設されている。また、20時台のテレビドラマは『ドラマ新銀河』以来である。

## 放送日時
- 原則として毎週木曜日
  - 総合テレビ20時から20時45分
  - ハイビジョン先行18時から18時45分（NHKプロ野球がある場合は1時間繰り上げ、17時からの放送となる）
- デジタル放送のみ解説放送（副音声　ステレオ2）がある。アナログ総合はステレオ放送だけ
- NHKワールド･プレミアムでも放送（木曜日22時から22時45分）

## 作品
特記なしはNHKエンタープライズ製作の作品（NHK自社製作のものは一本もなかった）。
2008年
- バッテリー（4月3日 - 6月12日、原作：あさのあつこ、主演：中山優馬）[1]
- 乙女のパンチ（6月19日 - 7月24日、主演：山崎静代）- 共同テレビジョン制作[2]
- キャットストリート（8月28日 - 10月2日、原作：神尾葉子、主演：谷村美月）- テレパック制作
- 七瀬ふたたび（10月9日 - 12月11日、原作：筒井康隆、主演：蓮佛美沙子）[3][4]- テレパック制作

2009年
- Q.E.D. 証明終了（1月8日 - 3月12日、原作：加藤元浩、主演：高橋愛・中村蒼）[5]
- ゴーストフレンズ（4月2日 - 6月11日、主演：福田沙紀）[6]
- ふたつのスピカ（6月18日 - 7月30日、原作：柳沼行、主演：桜庭ななみ）[7]- ドリマックス・テレビジョン制作
- 恐竜SFドラマ プライミーバル 第2章（8月27日 - 10月8日、主演：ダグラス・ヘンシャル） - 海外ドラマ、ITV、インポッシブル・ピクチャーズ製作
- ROMES 空港防御システム（10月15日 - 12月10日、原作：五條瑛、主演：大倉忠義）[8]

2010年
- とめはねっ! 鈴里高校書道部（1月7日 - 2月11日、原作：河合克敏、主演：朝倉あき）[9]